# Termo Organika
Termo Organika – polski producent płyt styropianowych oraz kompletnego systemu ociepleń ścian zewnętrznych (ETICS, metoda lekka mokra, BSO).
Grafitowym styropianem Termo Organiki został ocieplony pierwszy w Polsce dom pasywny w Smolcu pod Wrocławiem (2007 r.), posiadający certyfikat Instytutu Darmstadt, siedziba Polskiego Instytutu Budownictwa Pasywnego w Gdańsku, pierwsza w Polsce
sportowa hala Pasywna w Słomnikach (2010 r.) oraz pierwszy na świecie kościół pasywny w Nowym Targu (2011 r.).

## Historia[6]
Firma powstała w 1997 r. w Mielcu. Jej siedziba i pierwszy zakład produkcyjny mieściły się na terenie Specjalnej Strefy Ekonomicznej Euro Park. Początkowo firma działała jako spółka akcyjna.
W następnych latach firma rozszerzała swój zasięg, budując kolejne fabryki:
- w 2001 r. w Głogowie
- w 2006 r. w Siedlcach
- w 2011 r. w Rypinie (zlikwidowana w 2024 r.)
- w 2024 r. w Grudziądzu

W 2002 r. firma zmieniła formę prawną na spółkę z ograniczoną odpowiedzialnością, zaś jej siedziba została przeniesiona do Krakowa.
W 2003 r. Termo Organika wprowadziła na rynek styropian w kropki – Dalmatyńczyk. Ciemne kropki na styropianie są zastrzeżonym przez Termo Organikę znakiem towarowym. Jako jedyny podmiot w Polsce ma prawo do produkcji i sprzedaży styropianu w kropki.
W 2012 r. spółka uruchomiła w Pyrzycach fabrykę chemii budowlanej, dzięki czemu w ofercie polskiego producenta znalazły się, obok styropianu, pozostałe materiały potrzebne do wykonania izolacji cieplnej budynku. W pyrzyckim zakładzie produkowane są: kleje, tynki, grunty, oraz farby, które ze styropianem tworzą kompletny system ociepleń ścian zewnętrznych (ETICS).
W 2013 r. firma uruchomiła produkcję farb wewnętrznych.